# Бруно (вождь ангріваріїв)
Бруно (*Bruno, бл. 756/757 — бл. 813) — вождь саксів-ангріваріїв, один з очільників антифранкського спротиву.

## Життєпис
Походив зі знатного саксонського роду, одного з племен агріваріїв, відомих також як енгерни. Існує гіпотеза, що Бруно доводився якимось родичем Відукінду, очільнику саксів-вестфалів.
За невідомих обставин рано став вождем саксів — приблизно на початку 770-х років. Його ставка розташовувалася на місці сучасного німецького міста Бюккебург. Разом з Відукіндом та Аббіоном очолив нове повстання проти франкського королівства, скориставшись відсутністю Карла Великого. Проте у 775 році зазнав нищівної поразки, можливо, потрапив у полон. За результатами мирної угоди визнав зверхність володаря франків та хрестився.
Згодом отримав титул графа, а також брав участь на боці франкського війська проти інших сакських племен та слов'ян. Помер близько 813 року. Йому спадкував син Бруно Молодший.

## Родина
Дружина — донька франкського графа.
Діти:
- Ейгільвіх або Едіт (д/н-бл. 833), дружина Вельфа I
- Бруно (д/н-бл.840)